# Дом Анны Франк
Дом-музей Анны Франк (нидерл. Anne Frank Huis) — дом в Амстердаме на набережной Принсенграхт, в задних комнатах которого еврейская девочка Анна Франк скрывалась со своей семьёй от нацистов. Здесь же она написала свой дневник.

## История дома

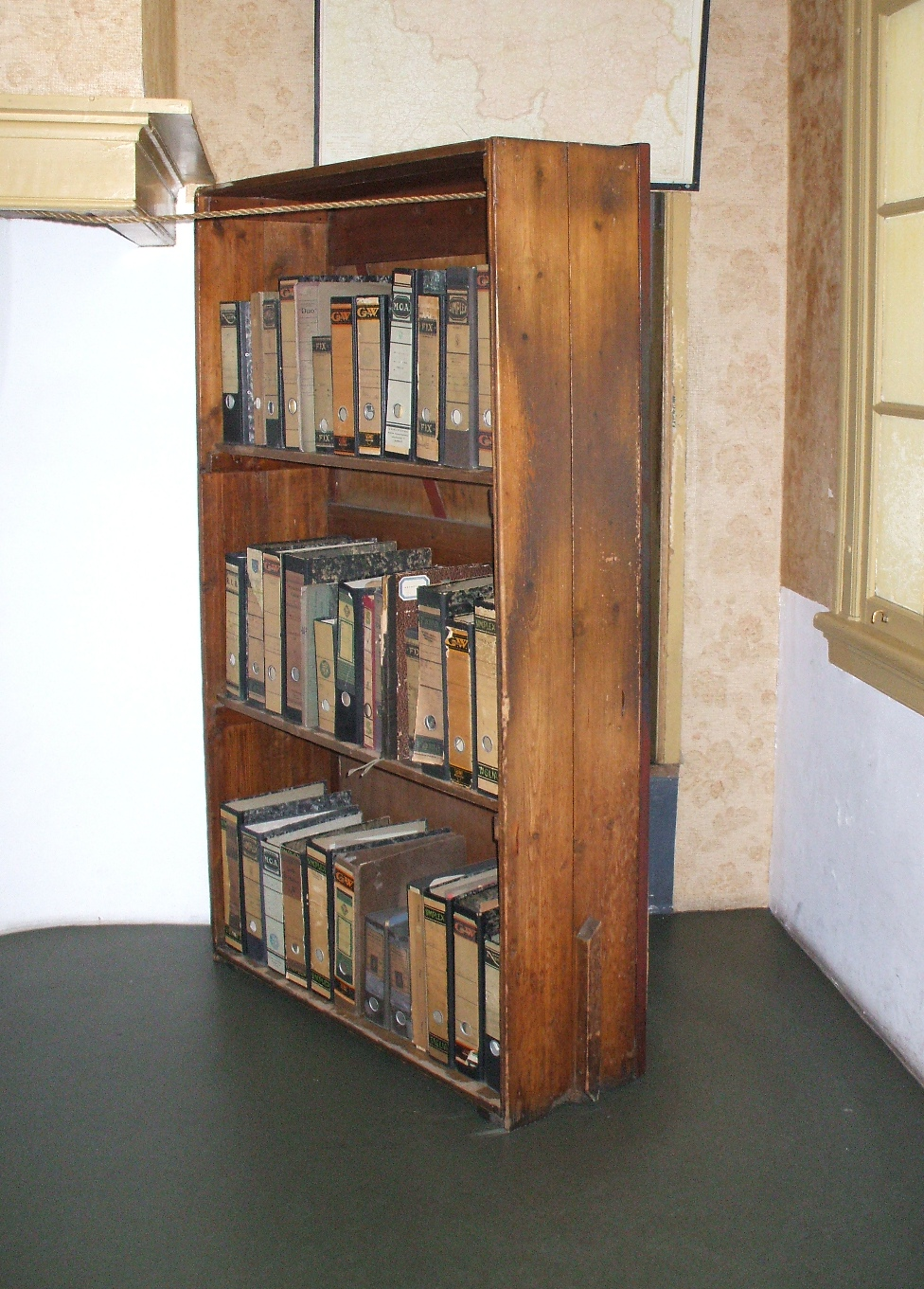
Реконструированный книжный шкаф, закрывавший вход в «Убежище»

Дом был построен в 1635 году Дирком Ван Дельфтом, это типичный дом на канале. Фасад здания был обновлен в 1740 году, когда соседние дома были снесены. Первоначально здесь располагался особняк, затем склад. В начале XX века здесь размещалось производство бытовой техники.
1 декабря 1940 года сюда переехала фирма «Опекта», производящая джемовые примеси и добавки, в которой работал отец Анны Отто Франк. 6 июля 1942 года семья Анны Франк переселилась в «Убежище», устроенное сотрудниками фирмы в задних комнатах дома. Вход был замаскирован под шкаф с документами. Здесь Анна в 1942—1944 годах писала свой дневник «Убежище». В 1944 году нацистские власти получили донос и 4 августа обыскали дом. Семья Франк была арестована и отправлена в концлагеря.

## Музей
После публикации дневника Анны Франк в Нидерландах в 1947 году к дому потянулись люди. Однако в 50-х годах появилось решение о сносе квартала и в частности этого здания. Газета «Het Vrije Volk» начала кампанию по спасению дома семьи Франк, что вызвало общественный резонанс. В 1957 году Отто Франк и Йохан Клейман создали фонд Анны Франк с целью сбора средств на приобретение и реставрацию здания. В том же году компания, владевшая в тот момент домом (№ 263), подарила его фонду. На собранные средства было также куплено соседнее здание (№ 265).

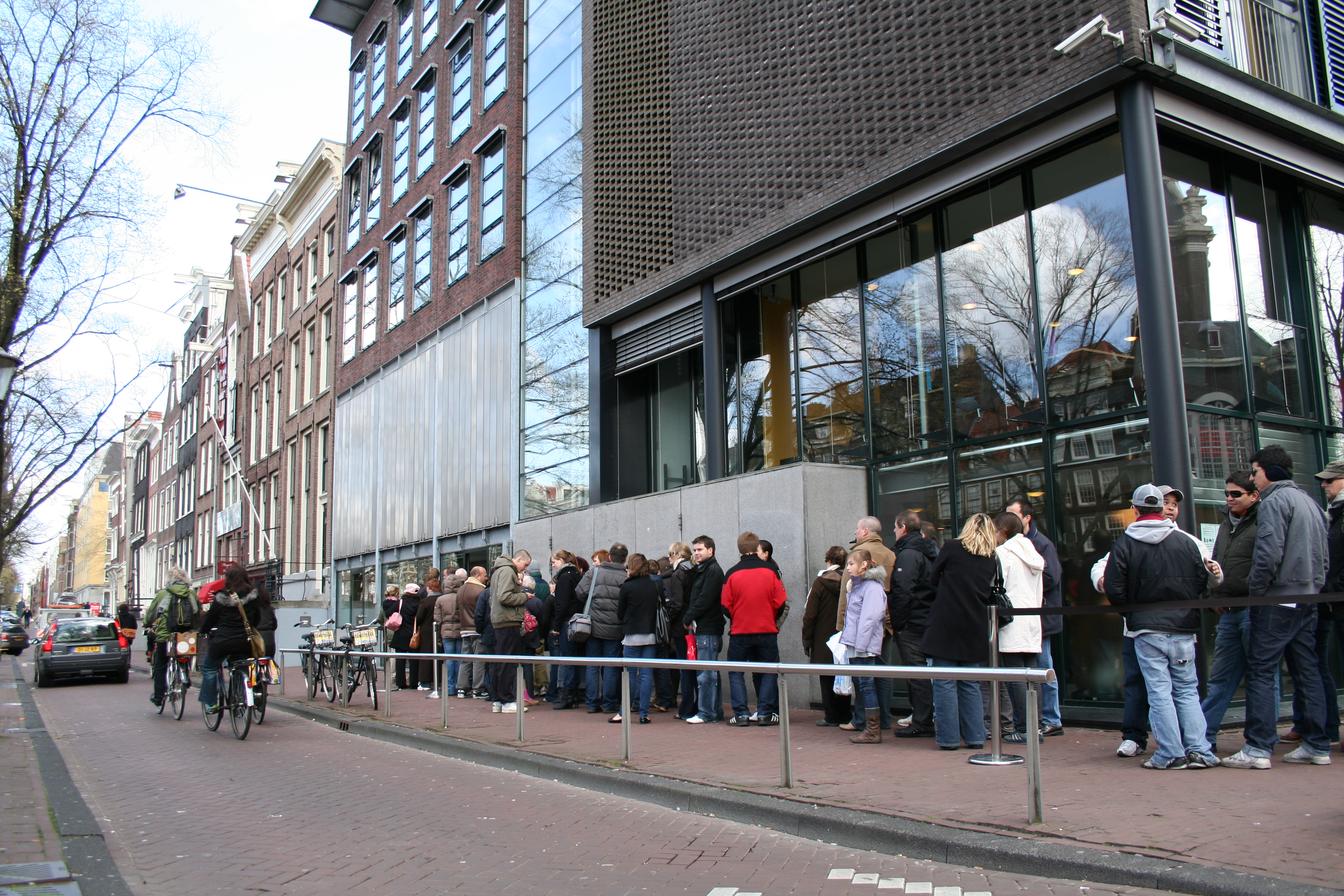
Очередь в Музей Анны Франк

3 мая 1960 года состоялось открытие Дома-музея Анны Франк. Во время реставрации комнатам вернули тот облик, который они имели до нацистских обысков. В передней части здания воссозданы офисные помещения в довоенном виде.
В музее проводится демонстрация биографического фильма об Анне Франк. В экспозиции представлены материалы о фашизме, антисемитизме и Холокосте. Также здесь находится статуэтка «Оскар», которую в 1959 году получила американская актриса Шелли Уинтерс, сыгравшая одну из ролей второго плана в фильме «Дневник Анны Франк». Также среди экспонатов музея можно увидеть оригинал самого дневника.
Дом Анны Франк также занимается издательской деятельностью, создаёт и устраивает передвижные выставки, побывавшие во многих странах.
Число посетителей музея со временем растёт. В 2015 году его посетило 1 268 095 человек.

## Кино
- Дневник Анны Франк (2009) 5 серий по 30 мин. / 150 мин.
- Дневник Анны Франк (1959) 180 мин.
- Анна Франк (2001) 190 мин. (2 серии)
- Дом Анны Франк появляется в фильме «Виноваты звезды» (2014)
- Дневник Анны Франк (2016) реж. Ханс Штайнбихлер